# Phonograph

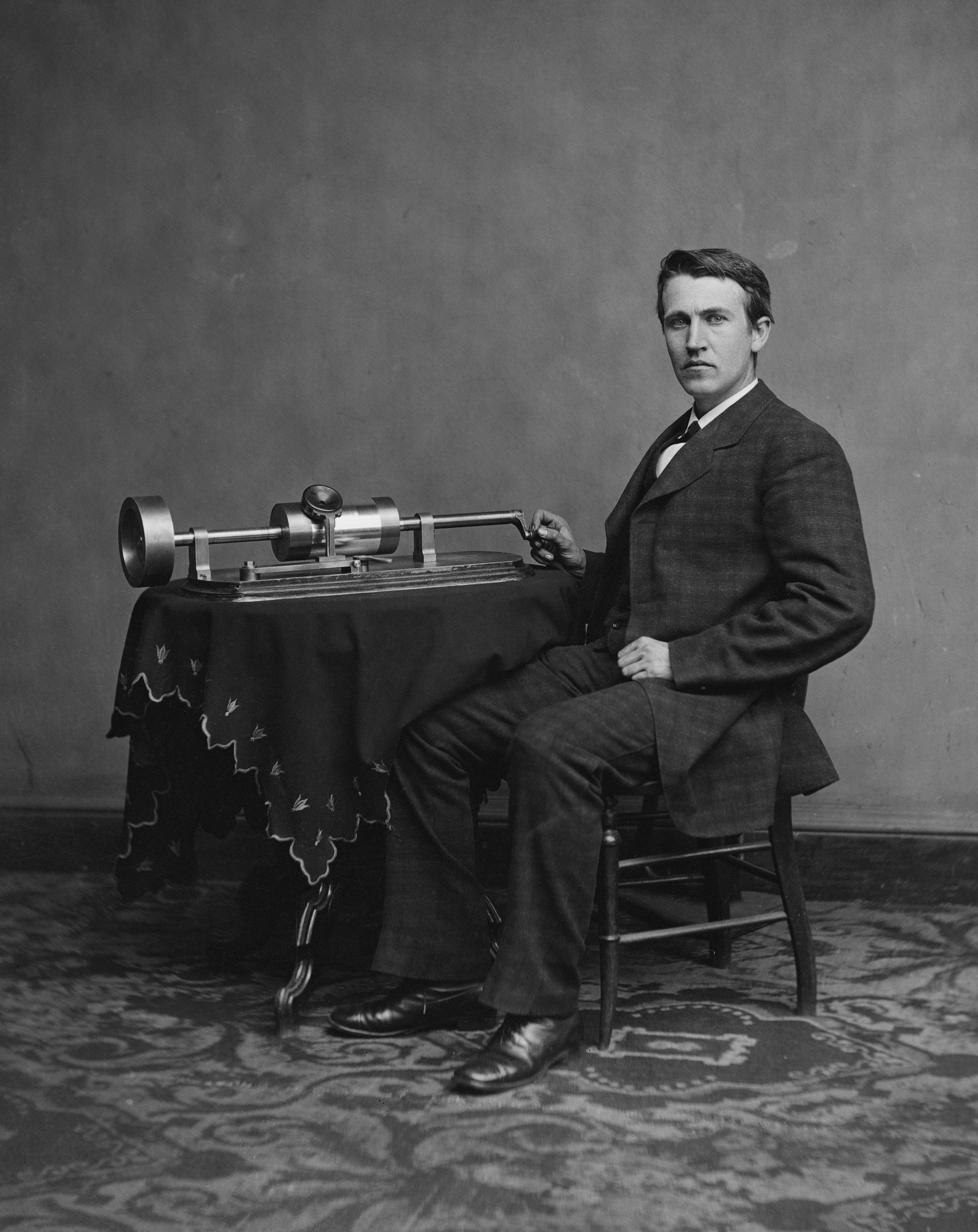
Thomas Alva Edison mit seinem leicht verbesserten Zinnfolien-Phonographen von 1878

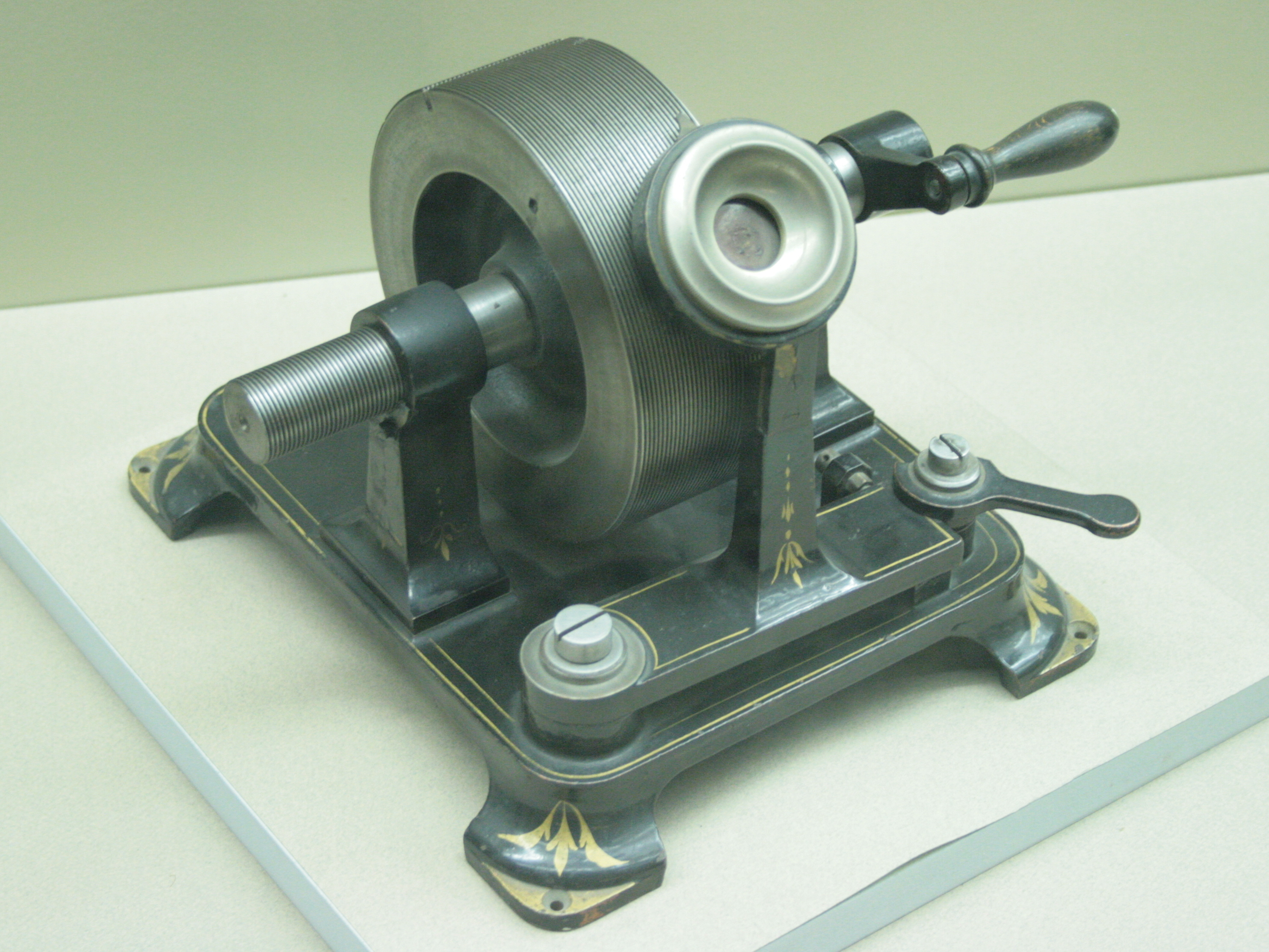
Zinnfolien-Phonograph mit kurzer Walze und gemeinsamer Schalldose für Aufnahme und Wiedergabe

Der Phonograph (Neologismus, griechisch für „Schallschreiber“ oder „Klangschreiber“) ist ein Audiorekorder zur akustisch-mechanischen Aufnahme und Wiedergabe von Schall auf walzenförmigen Tonträgern. Der Begriff bezeichnet eine am 21. November 1877 von Thomas Alva Edison angekündigte, acht Tage später vorgeführte und von ihm am 24. Dezember 1877 als Patentanmeldung eingereichte „Sprechmaschine“. Das Patent wurde ihm am 19. Februar 1878 erteilt.
Ein gleichzeitiger Erfinder war der Franzose Charles Cros, der Pläne zur Konstruktion eines sogenannten „Paléophons“ anstellte. Ihm fehlten jedoch die finanziellen Mittel, um seine Erfindung patentieren zu lassen. Im Übrigen hatte Cros an der Vermarktung seiner Erfindung kaum Interesse, ihm war mehr an einer wissenschaftlichen Anerkennung gelegen.
Es gab zahlreiche Konkurrenz, allen voran die Sprachmaschine Euphonia des Freiburger Mathematikers Joseph Faber. Faber stellte das an eine Kammerorgel erinnernde Gerät 1840 in Wien vor, reiste später in die USA, wo er mit der Erfindung erfolglos blieb und sich 1866 das Leben nahm.
Edison erhielt für die Weiterentwicklung seines Phonographen 1878 in Deutschland
und 1880 in den USA weitere Patente. Sein Gerät, dessen Vertrieb indirekt einige bis heute bestehende Musikkonzerne begründete, hielt sich neben dem ähnlich funktionierenden Graphophon bis zu den 1910er Jahren auf dem deutschen Markt, wurde aber schon früh durch den Siegeszug des Grammophons und der Schallplatte abgelöst.

## Funktionsweise

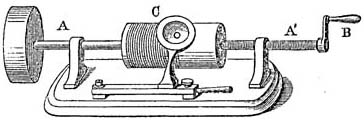
Edisons Phonograph

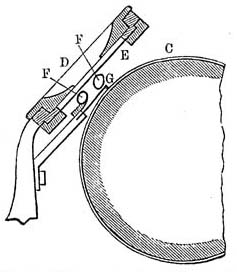
Zeichengebender Apparat des Phonographen

Der Phonograph in seiner ersten, dem Patent zugrunde liegenden Bauweise bestand aus einer mit einem Stanniolblatt bezogenen Walze und wird als „Zinnfolien-Phonograph“ (englisch Tin Foil Phonograph) bezeichnet. Vor der Walze war auf der einen Seite eine Schalldose für die Aufnahme, auf der anderen eine für die Wiedergabe angebracht. In jeder Schalldose befand sich eine dünne Membran, an der eine stumpfe Nadel befestigt war. Zur Bündelung des Schalls wurde an die zu verwendende Schalldose ein Trichter (Horn) angebracht; dieser musste anfangs noch mit der Hand festgehalten werden. Je nach Betriebsart arretierte man die gewünschte Schalldose an die Walze. Spätere Zinnfolien-Phonographen waren mit nur einer Schalldose ausgestattet, die sowohl für die Aufnahme als auch für die Wiedergabe verwendet wurde.
So stellte Meyers Konversations-Lexikon von 1884 mithilfe der nebenstehenden Abbildungen die Funktionsweise des Zinnfolien-Phonographen dar:

„Ein Messingzylinder C wird von einer Welle A–A' getragen, in deren eine Hälfte A' ein Schraubengewinde eingeschnitten ist, dem das eine Wellenlager als Mutter dient. Auf der Oberfläche des Zylinders ist eine schraubenförmige Rinne von derselben Ganghöhe wie die Schraube A' eingegraben. Der Zylinder wird mit einem dünnen Stanniolblatt überzogen und ist nun zum Empfang der Zeichen bereit.
Der zeichengebende Apparat besteht aus einem Mundstück D, in dem eine dünne Platte E angebracht ist, die durch Vermittelung der Dämpfer F (Stücke von Kautschukschläuchen) den von einer Metallfeder getragenen Stift G sanft gegen den Zylinder drückt, so dass der ruhende Stift, wenn die Kurbel B gedreht wird, eine der Rinne des Zylinders folgende Schraubenlinie beschreiben würde.
Spricht man nun in das Mundstück, während der Zylinder gleichmäßig gedreht wird, so vibriert die Metallplatte, und der Stift bringt auf dem Stanniolblatt Eindrücke hervor, die den gesprochenen Lauten entsprechen. Um diese wieder hervorzubringen, schlägt man den Zeichengeber zurück, dreht den Zylinder rückwärts und bringt Stift und Mundstück wieder in die anfängliche Lage. Dreht man jetzt die Kurbel wie anfangs, so versetzt der Stift, indem er den Vertiefungen des Stanniolblattes folgt, die Metallplatte in Schwingungen, die mit denjenigen, die sie vorher beim Aufzeichnen gemacht hatte, übereinstimmen.“

Anders ausgedrückt: Sprach man, während die Walze gedreht wurde, gegen die Membran, dann wurde diese durch die den Schall bildenden Schwingungen der Luft auf und ab bewegt und die an ihr befestigte Nadel schrieb die Töne als wellenförmige Erhöhungen und Vertiefungen in die Stanniolfolie.
Führte man nun die Walze wieder unter der Nadel mit der gleichen Geschwindigkeit durch, so bewegte die aufgezeichnete Tonspur – durch die Nadel übertragen – die Membran, diese die Luft, und die Schwingungen wurden wieder hörbar.
Noch war keine Vervielfältigung möglich, also die Erstellung einer Kopie, so dass jede Walze einzeln besprochen wurde. Der Ton wirkte blechern und flach. Eine derartige Stanniolaufnahme überstand im Regelfall nicht mehr als fünf Abspielvorgänge, danach waren die Rillenvertiefungen plan.

## Weiterentwicklung

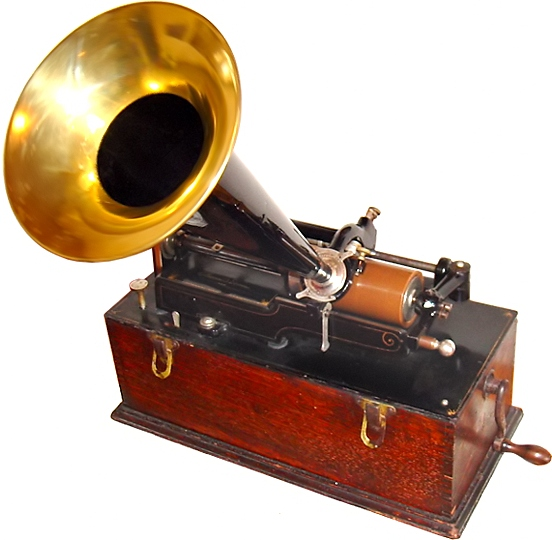
Edison Home Phonograph mit Wachswalze, Dezember 1900

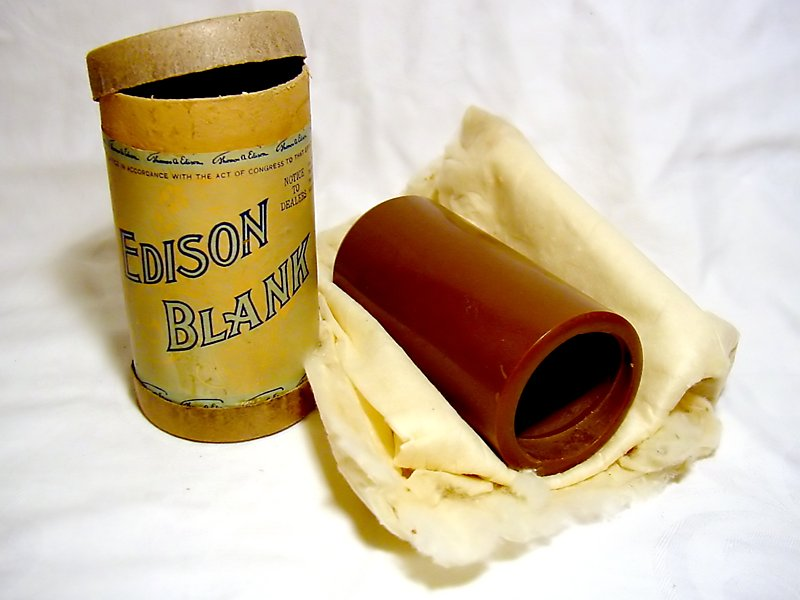
Edison-Blank, Leerwalze zur Selbstaufnahme

### Bell und Tainter
1884 beschäftigten sich Charles Sumner Tainter und Chichester Alexander Bell (ein Cousin von Alexander Graham Bell) mit der Verbesserung von Edisons Zinnfolienphonographen. Bell finanzierte die Forschungsarbeiten im Rahmen seines 1880 gegründeten Volta Laboratoriums. Sie konstruierten dazu eine Schallplatte mit Rillenvertiefungen aus Metall. Statt der Verwendung von Stanniolfolie wurden die Rillen mit Wachs ausgefüllt. Der darauf von Alexander Bell persönlich aufgesprochene Text lautete übersetzt: „Ich bin ein Graphophone und meine Mutter ist ein Phonograph.“
1885 kam man jedoch zur Walzenform zurück, da die Plattenkonstruktion zu kompliziert war. Bell und Tainter verwendeten eine dünne, längliche Walze aus Pappe, die mit einer feinen Wachsschicht überzogen wurde. Die Geräte behielten den Namen „Graphophone“ bei. Edison lehnte jegliche Zusammenarbeit mit Bell ab. Kurz darauf wurde die American Graphophone Company als Konkurrenzbetrieb gegründet, die sich 1891 mit der Columbia Phonograph Company zusammenschloss, einer lokalen Tochter der schon bald aufgelösten North American Phonograph Company und in Form von Columbia Records das heute älteste Musikunternehmen der Welt.

### Edisons Wachswalzen
Der Ende 1887 von Edison vorgestellte Wachswalzen-Phonograph hieß im angelsächsischen Sprachgebrauch The New Phonograph. Edison verwendete dabei Walzen aus einem speziellen, 5–6 Millimeter dicken Paraffinwachs. Dies verbesserte die Klangqualität erheblich und reduzierte die Abnutzung beim Abspielen deutlich. Zudem konnten die Wachswalzen auch abgeschliffen und wiederverwendet werden. Eine der ältesten erhaltenen Musikaufnahmen – eine Aufführung von Händels Oratorium Israel in Ägypten am 29. Juni 1888 im Crystal Palace, London – wurde mit einem solchen Edison-Wachswalzenphonographen aufgenommen.

### Lioret

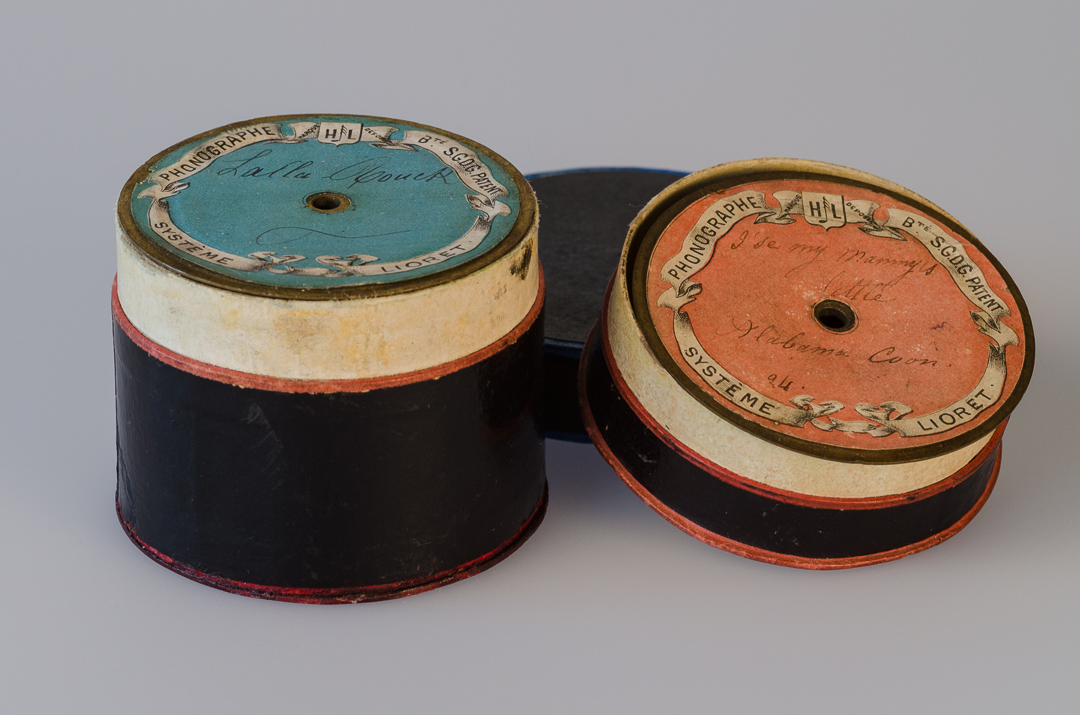
Lioret-Zylinder

1893 ging der französische Uhrmacher Henri Lioret einen anderen Weg. Anstelle des Wachses setzte er Zelluloid ein, das sich auf einem Messingkern als Träger befand. Die Haltbarkeit und Robustheit seiner auffallend kurzen Walzen war unübertroffen. Sein System blieb kommerziell erfolglos, weil es auch ihm nicht gelang, ein praxistaugliches Kopierverfahren zu entwickeln, und sich seine Tonträger nicht auf einem üblichen Edison-Phonographen abspielen ließen.

### Vervielfältigung von Walzen
Für Edisons Wachswalzen wurden ab 1893 oft pantographische 1:1-Kopiermaschinen eingesetzt. Wachswalzen mussten zuvor einzeln oder in Gruppen von vier bis zehn Phonographen aufgenommen werden. Eine entsprechend justierte Kopiermaschine ermöglichte durch Hebelübersetzung auch eine gewisse Tonverstärkung auf der Zielkopie. Schon 1889 beschäftigte sich Edison mit einem Gussverfahren als Vervielfältigung, vorerst jedoch erfolglos. Zum Anfertigen einer Gusswalze als Kopie wurde zunächst eine herkömmliche Walze direkt bespielt. Die Walze wurde danach von Wachsspänen befreit und stehend zwischen zwei unter Hochspannung stehenden Blattgold-Elektroden in Rotation gebracht. Hierdurch legte sich auf die bespielte Oberfläche ein hauchdünner Goldniederschlag. Dieser konnte dann galvanisch verstärkt werden. Die Originalwalze wurde bei diesem Prozess jedoch zerstört. Von der erhaltenen Walzenmatrize konnten dann Walzen gegossen werden, die sich ihrerseits wieder für die Matrizenherstellung eigneten. Dieses Verfahren gelangte erst um 1898 zu praktischen Anwendungen bei Kleinserien von Walzen, die dann als qualitativ hochwertige Vorlagen mit den herkömmlichen Kopiermaschinen zum Verkauf vervielfältigt wurden. Erst 1902 ersetzte Edison die kopierten Walzen flächendeckend durch das Goldguss-Verfahren, auch Hartguss genannt. Da die Walzen nicht mehr direkt bespielt werden mussten, konnte man ein härteres Wachs verwenden, das sich nicht so schnell abnutzte wie das bis dahin eingesetzte braune Wachs.

### Geschwindigkeiten
Die Spieldauer einer Walze betrug, je nach Aufnahmegeschwindigkeit, ungefähr zwei bis drei Minuten. Ein großer Vorteil des Phonographen war die Möglichkeit zur Selbstaufnahme von unbespielten Walzen. Die Walzen liefen in der Regel mit einer Geschwindigkeit von 120, 125, 144 oder 160 Umdrehungen pro Minute, Sprachaufnahmen auch langsamer (meistens 80 Umdrehungen pro Minute). Auch wurden die Geschwindigkeiten weiter variiert. Zeitweise wurden Columbia-Walzen auch mit 185/min bespielt, was die Aufnahmedauer jedoch noch weiter verkürzte und deshalb nach kurzer Zeit wieder verworfen wurde.

### Weitere Anbieter

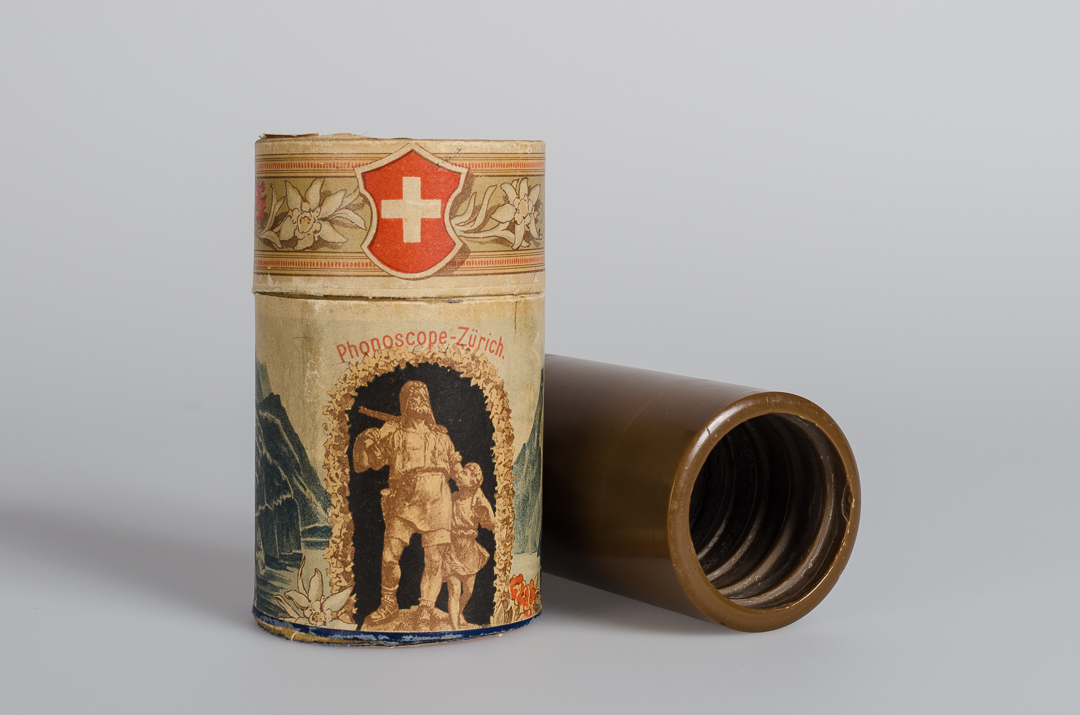
Wachszylinder, Phonoscope Zürich, 1900

In Deutschland besaß die Edison-Gesellschaft in Berlin ihr eigenes Aufnahmestudio und Fabrikhallen. Auch Columbia verfügte über eine deutsche Niederlassung (Columbia-Wachswalze, ca. 1905ⓘ). Daneben begannen nach 1900 zahlreiche weitere Unternehmen mit der Produktion eigener, meist zu Edisons Format kompatibler Wachswalzen unter anderen Markennamen. Zum größten Walzenhersteller europäischen Ursprungs entwickelte sich die französische Pathé; ein wichtiger deutscher Produzent waren die Kölner Excelsior-Werke.
Im Jahre 1900 meldete der amerikanische Tontechnik-Pionier Thomas B. Lambert in den USA ein Verfahren zum Patent an, das die Herstellung Edison-kompatibler Walzen aus Zelluloid ermöglichte und die Vorzüge des von Edison entwickelten Goldguss-Verfahrens mit denen der robusten Lioret-Walzen kombinierte. Lambert blieb unternehmerisch erfolglos, da ihm die Prozesskosten finanziell sehr stark zusetzten; seine in vielen Prozessen erfolgreich verteidigten Patente hinderten Edison und andere Walzen-Hersteller aber daran, ebenfalls Zelluloidwalzen herzustellen. Erst im Jahre 1908 verkaufte Lambert seine Rechte, so dass mehrere Walzenfabriken in den USA und Europa die Zelluloid-Technik übernehmen konnten.

### Edisons „Amberol“-Wachswalzen
1908 veränderte Edison sein Walzenformat, indem er die Rillendichte verdoppelte. Die so übliche Spieldauer von gut zwei Minuten verlängerte sich auf über vier Minuten und sollte der Schallplatte so weiter Konkurrenz machen. Für ältere Edison-Phonographen wurden Umrüstungen angeboten, um beide Walzentypen spielen zu können. Da sämtliche erhältlichen Edison-Phonographen eine unterstützende Spindelführung besaßen, musste neben der Schalldose auch die Spindel entsprechend angepasst werden. Dabei bediente man sich meist einer Zahnradübersetzung, die die Spindel mit halber Geschwindigkeit laufen ließ und so den Spindelvorschub entsprechend der Rillendichte verlangsamte. Die ersten vierminütigen Schalldosen mit der Bezeichnung Model H unterschieden sich zu ihrem 2-Minuten-Pendant Model C lediglich durch ihren Abtaster, ebenfalls einem Saphir in Türknaufform, der jedoch um 90 Grad versetzt angebracht und deutlich kleiner war. Die 4-Minuten-Walzen wurden unter dem Namen „Amberol“ beworben, ein Kunstwort, das sich aus dem hochwertigen Amber (englisch, auf Deutsch Bernstein) herleitet. Sie bestanden zu dieser Zeit ebenfalls noch aus einer harten Wachsmischung, die jedoch noch spröder und zerbrechlicher war als die bei 2-Minuten-Walzen gebräuchliche Wachsmischung.

### Edisons „Blue Amberol“-Zelluloidwalzen
Ab 1912 stellte Edison die Produktion von zweiminütigen Walzen ein und fertigte die vierminütigen Walzen aus Zelluloid, denen er den Namen „Blue Amberol Records“ gab; die Farbtöne variierten durch den Herstellungsprozess von einem hellen Himmelblau bis zu einer beinahe schwarzen Farbe. Eine Sonderserie für klassische Musik wurde auch in Purpur als „Royal Purple Amberol“ produziert. Der Herstellungsprozess war dem der Wachswalzen ähnlich, jedoch besaßen die Blue Amberols einen Kern aus Gips. Dieser wurde nach dem Pressvorgang des Zelluloidschlauchs eingegossen und auf Innenform gebracht. Aber selbst die nochmals verbesserten, aufnahmetechnisch hervorragenden blau eingefärbten Blue Amberols konnten den europäischen und amerikanischen Tonträgermarkt, den inzwischen die Schallplatte dominierte, nicht mehr zurückerobern. Als wirtschaftlich nicht mehr lohnendes Tonträgersystem behaupteten sie sich in den USA aber noch bis weit in die 1920er Jahre, vorwiegend aufgrund Edisons persönlicher Vorliebe zum Walzenformat.

### Edisons Platten-Phonographen-System
1913 stellte Edison ein eigenes Schallplattenformat vor, die Diamond Disc. Wie auch die Walzen verwendete dieses System ausschließlich Tiefenschrift und konnte nur auf einem sogenannten Diamond Disc Phonograph abgespielt werden. Zur Abtastung diente ein Diamant, der auch den Namen erklärt. 1914 brannte Edisons Aufnahmestudio in West Orange, New Jersey, mit sämtlichem Zubehör für die Walzenaufnahme nieder. Statt eines kostspieligen Neuaufbaus der Studios wurde beschlossen, die Walzen künftig von Diamond-Disc-Aufnahmen zu kopieren. Bis in die letzten Jahre erfolgte dies ausschließlich auf akustischem Wege. Daher besitzen Walzen aus dieser Zeit eine weniger starke Brillanz als ihre Vorgänger.

### Das Ende
1929 wurden zuletzt auch gewöhnliche Schellackplatten von Edison hergestellt.
Im Herbst 1929 musste Edison infolge der Weltwirtschaftskrise die gesamte Tonträgerherstellung aufgeben; damit endete die Ära des Phonographen als Unterhaltungsgerät. Diktierphonographen blieben in den USA aber noch bis in die 1950er Jahre für den Büroeinsatz auf dem Markt.

## Bemerkenswertes

### Uneinheitlicher Sprachgebrauch
In Europa (außer Frankreich) wurden Walzengeräte aller Hersteller „Phonographen“ bzw. „Walzenspieler“ genannt; hingegen nannte man akustische Schallplattenspieler allgemein „Grammophon“ (der geschützte Markenname war zum Gattungsnamen geworden).
In den USA wird in sprachlicher Hinsicht kein Unterschied gemacht zwischen den diversen Geräteklassen, vielmehr ist die Bezeichnung „Phonograph“ ein gängiger Oberbegriff für eine Vielzahl von Tonwiedergabegeräten: Dies betrifft den ursprünglichen Phonographen Edisons mit seinen walzenförmigen Tonträgern ebenso wie das 10 Jahre später (1887) von Emil Berliner erfundene Grammophon mit seinen scheibenförmigen Tonträgern und schließt auch die moderneren Analog-Plattenspieler ein. Im britischen Englisch ist für die Schallplatte bis heute unverändert die Bezeichnung gramophone record üblich bzw. im amerikanischen Raum phonograph record (neben der in beiden Sprachräumen auch verwendeten Kurzform record).

### Schallplatten als essbare „Sprechende Schokolade“
Thomas Alva Edison gründete 1895 zusammen mit dem befreundeten Schokoladenproduzenten Ludwig Stollwerck und anderen Gesellschaftern die Deutsche Edison Phonograph Compagnie mit Sitz in Köln. Gemeinsam mit Stollwerck entwickelte Edison die „Sprechende Schokolade“, bestehend aus einem ab 1903 speziell für Kinder produzierten Phonographen, der Musik von einer Schokoladen-Schallplatte abspielte. Dieser Spielzeug-Phonograph wurde „Eureka“ genannt, enthielt ein aufziehbares Uhrenlaufwerk von Junghans und wurde in Europa und den USA mit Blech- oder Holzgehäuse verkauft. Neben den Schokoladenplatten wurden auch dauerhafte Schallplatten für den Apparat angeboten.

### Einzige historische Aufnahme von Otto von Bismarck
Im Februar 2012 wurde bekannt, dass etwa zwölf Walzen aus den Jahren 1889 und 1890, welche man in den 1950er Jahren entdeckt und fast wieder vergessen hatte, digitalisiert und deren Inhalt veröffentlicht wurden. Unter ihnen befinden sich Aufnahmen klassischer Stücke wie ein Auszug der Schönen Müllerin von Franz Schubert. Besondere Beachtung erhielt dieser Fund, weil sich unter den Walzen die vermutlich einzige Sprachaufnahme des preußischen Staatsmannes Otto von Bismarck befindet. Er trägt neben einigen Zeilen des lateinischen Gedichts Gaudeamus igitur, der Uhland-Ballade Schwäbische Kunde („Als Kaiser Rotbart lobesam …“) und eines zur damaligen Zeit populären amerikanischen Volksliedes auch die ersten Zeilen der französischen Nationalhymne vor sowie einen Rat an seinen Sohn.

## Tondokumente
Iola played by the „Edison Military Band“, Edison Record #9417, August 1906, Länge 116 Sek.

A Picture no Artist can paint by Florrie Forde, Edison Record #13544, September 1906, Länge 114 Sek.

In einem kühlen Grunde, Franz Porten, Columbia Hartguss-Wachswalze #50264, ca. 1905.

My South Polar Expedition, Ernest Henry Shackleton, Edison Amberol-Walze #4M- 473, 30. März 1910